# Meir Yelin
Meir Yelin, född 1910 i Srednik i Litauen, död 2000 i Israel, var en jiddischspråkig författare. 
Han bodde under en stor del av sitt liv i Kaunas. Yelin växte upp i ett hem där det talades både hebreiska och jiddisch. Han började skriva poesi och berättelser som publicerades i den jiddischspråkiga pressen i Kaunas. Efter kriget publicerade han flera böcker på både jiddisch och litauiska. När andra världskriget kom till Litauen spärrades Yelin in i det av tyskarna upprättade gettot. Där förde han i hemlighet en s.k. gettokrönika över vad som skedde i gettot. Dock förstördes en stor del av hans manuskript i samband med gettots likvidering. Efter kriget lyckades Yelin återskapa flera av sina berättelser, vilka återfinns bland annat i böckerna "Zeyere blikn hobn zikh bagegnt" (1972) och "Blut un vafn" (1978). Yelins bror, Chaim Yelin, var i gettot ledare för motståndsrörelsen, men mördades 1944. Meir Yelin lyckades i samband med gettots likvidering fly ut i skogen till partisanerna, och överlevde på så vis kriget. Efter kriget bodde Yelin kvar i Kaunas och var där verksam som författare, men år 1973 fick han chansen att emigrera till Israel. Där fortsatte han sin författarbana med fler böcker på jiddisch, ända till sin död, år 2000.